# Хаттар, Нахид
Нахид Хаттар (1960 — 25 сентября 2016, Амман) — иорданский писатель, журналист и левый политик, павший жертвой религиозных фундаменталистов.

## Биография
Христианского происхождения, однако в конце жизни, разъясняя свои взгляды, называл себя «неверующим» и «атеистом».
Был активистом Иорданской коммунистической партии, затем возглавлял прогрессистские и левые политические движения, в частности играл ведущую роль в двух политических группах: Национальном прогрессивном течении и Иорданском социальном левом движении. Несколько раз заключался в тюрьму в 1977 и 1979 годах, в основном за критику короля Хусейна, и пережил покушение в 1998 году. На некоторое время нашёл убежище в Ливане, где работал в ежедневной газете «Аль-Акбар», близкой к Коалиции 8 марта. Сотрудничал в иорданской газете «аль-Араб аль-яум» и баасистской прессе.
В сирийском конфликте был сторонником Башара Асада и противником исламистов; отстаивал право арабов-христиан на вооружённое сопротивление исламистским террористическим группам, таким как Аль-Каида, Фронт ан-Нусра и ИГИЛ.
Выступал с резкой критикой неолиберальной экономической и социальной политики иорданского королевского правительства, которую изложил в книге «Реалии общественной борьбы в Иордании 90-х годов». В своей работе «Потерпевшие поражение: могут ли они изменить правила игры» критиковал современное неолиберальное устройство мира, и указывал, что оно несет угрозу демократии. Подвергал сомнению эффективность политики США на Ближнем Востоке в книге «Ирак и тупик американского имперского проекта».

### Убийство и похороны
В августе 2016 года после публикации (или перепоста) в Фейсбуке карикатуры на умершего джихадиста Абу Салиха, высмеивавшей лицемерие и ханжество исламистов, которую мусульманские радикалы сочли оскорбляющей ислам, был арестован властями (по требованию премьер-министра Иордании Хани аль-Мульки; Министерство по делам религий также осудило публикацию Хаттара). 25 сентября был застрелен несколькими выстрелами 49-летнего исламского фундаменталиста на пороге здания Дворца правосудия в центре Аммана. Бородатый убийца в традиционном арабском костюме был схвачен на месте друзьями и родственниками жертвы и передан полиции. Семья убитого винит в произошедшем премьер-министра Иордании, который первым стал обвинять его во время карикатурного скандала. Похоронную процессию с гробом, обернутым в флаг Иордании, сопровождали тысячи человек, в том числе экс-премьер Абдалла Энсур.